# Jan Kubíček (výtvarník)
Jan Kubíček (30. prosince 1927 Kolín – 14. října 2013 Kolín) byl český malíř, grafik a zároveň jeden z nejzásadnějších představitelů konstruktivismu a konkrétního umění ve střední Evropě. Ve spolupráci s nakladatelstvím Albatros se také více než deset let věnoval ilustrování dětských knih a během 60. let 20. století se proslavil jako návrhář několika kultovních filmových plakátů a knižních obalů. Na počátku 60. let byl navíc výrazně ovlivněn lettrismem, což dalo vzniknout ohromnému množství fotografií, ilustrací a především grafické tvorbě, díky které se roku 1999 stal laureátem Ceny Vladimíra Boudníka.

## Život a vzdělání
V letech 1949–1953 absolvoval studium na Vysoké škole uměleckoprůmyslové v Praze pod vedením prof. Jana Nováka. V letech 1954–1957 pak studoval scénografii na Akademii múzických umění v Praze pod vedením prof. Františka Tröstera.
Byl členem Sdružení českých umělců grafiků Hollar, od konce 60. let se podílel na výstavách věnovaných českému konstruktivismu a současně se angažoval v Klubu konkrétistů.

## Role v českém poválečném umění
Ladislav Daněk z Muzea umění Olomouc o Janu Kubíčkovi vypráví, že „podstatně ovlivnil podobu českého poválečného umění hned několikrát. Na přelomu 50. a 60. let jeho malby tvořily určitý protipól k „temným“ polohám strukturální abstrakce (informelu), a následně, v letech 1962–1966, se výrazně podílel na formování české odnože mezinárodního proudu lettrismu. Od roku 1967 pak Kubíček patřil ke klíčovým osobnostem nekonstruktivních tendencí, přičemž v rozvíjení svého originálního geometrického programu pokračoval až do závěru života. Významná, i když málo zmiňovaná, je rovněž Kubíčkova fotografická tvorba. Charakteristickými rysy umělcových realizací v oblasti lettrismu i geometrické abstrakce jsou smysl pro řád, údernost vizuálního sdělení, absence literárního obsahu a precizní malířské provedení.“
Kubíček byl o krok napřed i v uměleckých kruzích své doby. A z důvodu omezení v letech totalitního režimu se jeho tvorbě dostává teprve v posledních desetiletích obecného uznání. „Kubíčkův způsob myšlení nedokáže každý pochopit stejným způsobem,“ píše o něm Jiří Machalický. „Není to žádná matematická hra, nýbrž konkrétní řešení problémů za pomocí intuice, bez které by umění ani neexistovalo. A podíváme-li se na jeho tvorbu jako celek, můžeme si všimnout, že kromě schopnosti být přístupná změnám disponuje především logikou, jakou lze nalézt jen u několika málo dalších umělců. Šlo o přirozenou součást nejen českého, ale také progresivního evropského umění, které i nadále pokračovalo ve zviditelňování odkazu ryze abstraktních a konstruktivistických tendencí.“
Kubíčkova prvotní fascinace vizuálními prvky moderního města zapříčinila to, že do své tvorby zakomponoval principy konceptuální geometrie, a stal se tak jedním z mála českých umělců, kteří se tomuto konceptu věnovali. Od 60. let pak upřel svou pozornost na konstruktivistické principy a tendence. Kromě maleb a grafiky patří mezi jeho mistrovská díla také konstruktivistické objekty z plastů a/nebo kovů. Spolu se Zdeňkem Sýkorou, Karlem Malichem a Hugem Demartinim patří Jan Kubíček k nejvýznamnějším představitelům českého konstruktivismu.
Během sovětské okupace v roce 1968 využil Kubíček zmatku, který nastal na hranicích, a bez povolení převezl svá umělecká díla na samostatnou výstavu v Galerii Teufel v Koblenzi. Julie Kochová ve svém článku podotýká, že i „přestože kvůli politické situaci v Československu nemohl Kubíček prohlubovat navázané kontakty se západními umělci, jeho tvorba byla pozoruhodně souběžná s tendencemi mezinárodní scény. Stejně jako další představitelé konstruktivně-konkrétního umění je nicméně Kubíček dodnes populárnější ve Švýcarsku, Nizozemsku a především v Německu.“

## Objekty
Již v počátcích své kariéry si Kubíček uvědomoval, že třetí rozměr by jeho tvorbě dodal šmrnc a ucelenost. Za ideální materiál k tomuto účelu považoval plexisklo. Víceúrovňové vrstvení jednotlivých ploch v prostoru navíc člověku umožnilo vidět skrze objekty, přičemž zároveň docházelo ke zvýraznění barev a vzniku tónů zcela odlišných od těch, které vznikají tradičním mícháním akrylových barev. „Podstatou mého geometrického umění je jednoduchost a čitelnost,“ uvádí sám Kubíček. „Když skicu převedu do objektu ze dřeva, kovu či jiného materiálu, zůstane divákovi vždy část konstrukce skryta. Plexisklo myšlenku konstrukce zviditelňuje, činí ji čitelnou, dopovídá, co jiné materiály svými vlastnostmi zakrývají.“

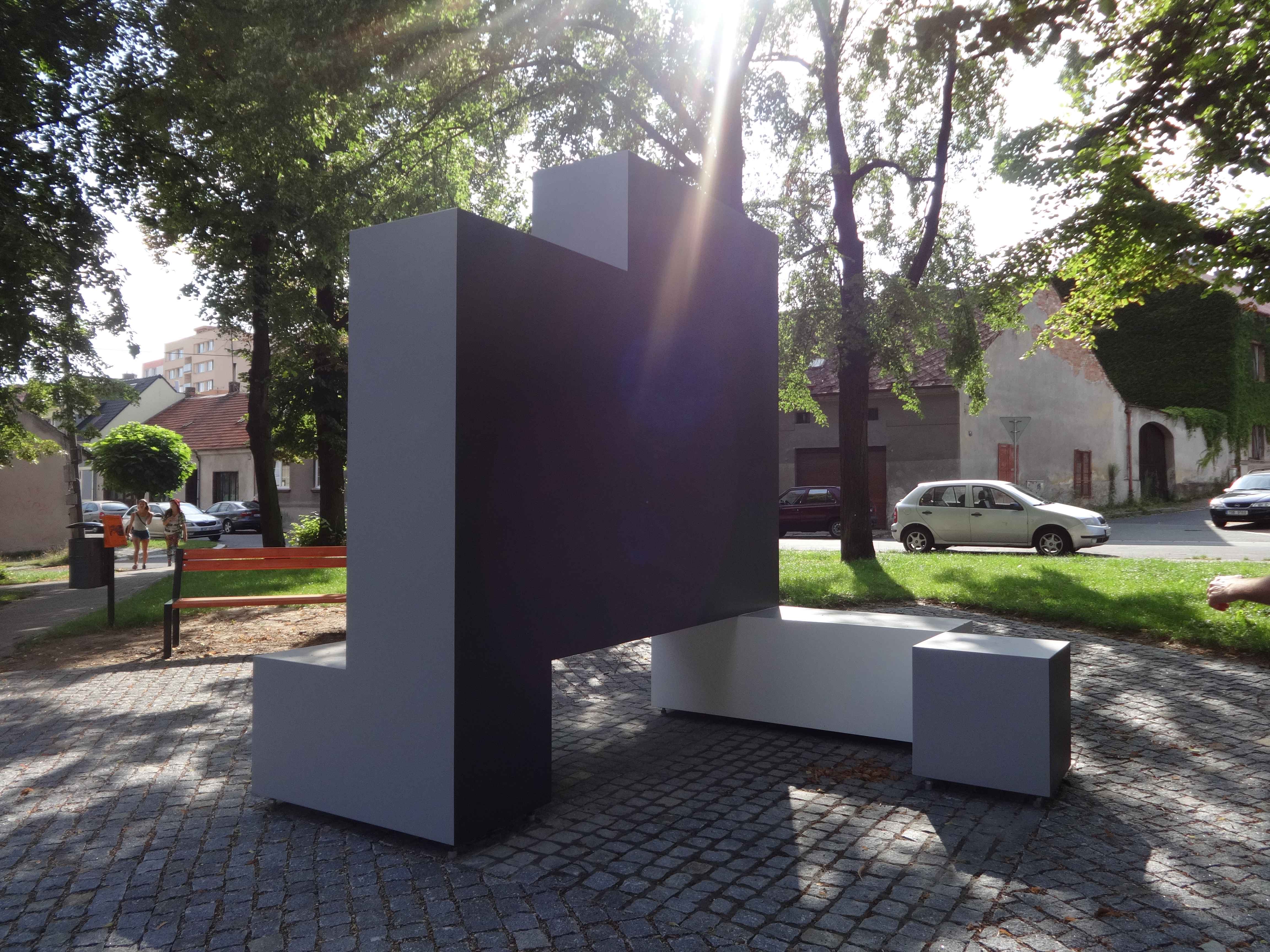
V roce 2016 zkonstruoval český architekt Zdeněk Fránek obrovské ocelové provedení Kubíčkova návrhu drobného objektu a výsledné dílo s názvem Dislokace bylo umístěno jako památník Jana Kubíčka v jeho rodném Kolíně.

Kromě spousty menších kovových objektů navrhl také několik tyčí a hranolů, které pak byly v roce 1969 vystaveny v Galerii Václava Špály v podobě radikálně minimalistické instalace. Umělecké objekty jsou neoddělitelnou součástí Kubíčkovy tvorby – v omezeném počtu, zato však výrazně odlišné od jeho ostatních děl. Mnoho objektů se datuje mezi polovinou až koncem 60. let, přičemž žádný z nich nebyl nikdy vystaven ani podroben veřejnému posouzení.
Kubíček si byl vědom toho, jaké možnosti plastický design nabízí. Na tvorbu takto velkých plastik však bohužel nedisponoval dostatkem prostředků. Místo toho je tedy alespoň navrhoval v podobě experimentů a drobných ukázek. „Větší část skončila ve sbírkách v Německu, několik kusů mají sběratelé či muzea u nás a tři se rozbily během jednoho bouřlivého večírku v mém starém ateliéru,“ přiznal Kubíček v jednom z jeho rozhovorů.
Nakonec se však přece jen rozhodl vrátit ke své prvotní vášni – malbě – kterou i nadále rozvíjel a zdokonaloval. Veškeré objekty se tak v rámci jeho umělecké kariéry staly uzavřenou záležitostí. Říkával, že „značná část objektů zůstala jen na papíře a přitom by jim slušelo umístění do architektury. Dala by se tak retrospektivně realizovat část mých prací z minulých let. Ukázaly by tím také svoji prostorovou formu, a navíc stále obecně platné geometricko-konstruktivistické myšlenky.“ V roce 2016 se jeden z Kubíčkových návrhů velké plastiky dočkal realizace architektem Zdeňkem Fránkem. Objekt, který je považován za památník Jana Kubíčka, byl následně umístěn na Husovo náměstí v jeho rodném Kolíně, nedaleko Pomníku mistra Jana Husa.

## Retrospektiva
V dubnu 2014, tedy šest měsíců po Kubíčkově smrti, uspořádala Galerie hlavního města Prahy velkou retrospektivní výstavu jeho tvorby čítající přibližně 150 děl z českých i evropských sbírek. Kurátorem výstavy byl Kubíčkův dlouholetý přítel, umělecký kritik a sběratel, Hans-Peter Riese. Retrospektiva signalizovala začátek nové éry plné uznání a ocenění Kubíčkovy celoživotní práce. Český výtvarný kritik Jan Šída o něm dokonce napsal, že jeho „dílo je výtvarně i duchovně mnohotvárné a rozbíhá se do různých směrů.“
V následujícím roce pak Kubíčkova retrospektiva putovala v menším rozsahu i do německého Angermusea v Erfurtu.